# Jella Veit
Jella Veit (* 3. Mai 2005 in Bönningstedt) ist eine deutsche Fußballspielerin. Sie ist seit 2021 Vertragsspielerin von Eintracht Frankfurt.

## Karriere

### Vereine
Veit begann beim SV Rugenbergen mit dem Fußballspielen – als einziges Mädchen gemeinsam mit Jungen. Im Alter von 14 Jahren wechselte sie in die Jugendabteilung des Hamburger SV. Von 2019 bis 2021 bestritt sie zehn Punktspiele in der Staffel Nord/Nordost der B-Juniorinnen-Bundesliga und erzielte zwei Tore.
Zur Saison 2021/22 wechselte sie zu Eintracht Frankfurt II, von 2021 bis 2023 bestritt sie 37 Punktspiele in der 2. Bundesliga. Daneben kam sie 2022 für die B-Jugend des Vereins zu einigen Einsätzen, in der Endrunde um die Deutsche B-Juniorinnen-Meisterschaft 2022 unterlag sie im Finale dem Hamburger SV mit 1:2.
Im Juli 2023 wurde sie als Neuzugang der Bundesligamannschaft vorgestellt. Ihr Debüt in der Bundesliga gab sie zum Saisonauftakt am 17. September 2023 bei der 0:2-Niederlage im Auswärtsspiel gegen die SGS Essen über 90 Minuten.

### Auswahl-/Nationalmannschaft
Als Spielerin der U14-Auswahlmannschaft des Hamburger Fußball-Verbandes nahm sie vom 10. bis 13. Mai 2018 und vom 30. Mai bis zum 2. Juni 2019 am Turnier um den DFB-Länderpokal an der Sportschule Wedau in Duisburg teil.
Ihr Debüt als Nationalspielerin erfolgte in der U15-Nationalmannschaft. Das am 23. Oktober 2019 in Büsingen am Hochrhein in Freundschaft ausgetragene Länderspiel gegen die Schweizer U16-Nationalmannschaft wurde mit 5:0 gewonnen.
Für die U17-Nationalmannschaft bestritt sie 23 Länderspiele, in denen sie vier Tore erzielte. Mit ihr nahm sie an der vom 3. bis 15. Mai 2022 in Bosnien und Herzegowina ausgetragenen Europameisterschaft teil. Im Turnier kam sie in allen fünf Spielen, einschließlich des Finales zum Einsatz und krönte sich mit ihrer Mannschaft mit dem Europameistertitel. Vom 11. bis 30. Oktober desselben Jahres nahm sie mit der Mannschaft an der in Indien ausgetragenen Weltmeisterschaft teil, die nach ihren sechs Turnierspielen mit dem vierten Platz abgeschlossen wurde; im Spiel um Platz 3 war man der U17-Nationalmannschaft Nigerias mit 2:3 im Elfmeterschießen unterlegen.
Für die U19-Nationalmannschaft debütierte sie am 18. Februar 2023 in La Nucia beim 3:3-Unentschieden im Freundschaftsspiel gegen die U19-Nationalmannschaft Italiens. Ihr erstes Tor für die Nachwuchsnationalmannschaft des DFB dieser Altersklasse erzielte sie am 27. Juli 2023 in Tubize beim 3:2-Sieg über die U19-Nationalmannschaft Frankreichs im Halbfinale der in Belgien ausgetragenen Europameisterschaft mit dem Anschlusstreffer zum 1:2 in der 57. Minute. Im Finale musste sie mit ihrer Mannschaft den Spanierinnen den Titel überlassen, da diese mit 3:2 im Elfmeterschießen letztendlich erfolgreich waren.

## Erfolge
- Finalist U19-Europameisterschaft 2023
- U17-Europameister 2022
- Finalist B-Juniorinnen-Meisterschaft 2022

## Auszeichnungen
- Preisträgerin der Fritz-Walter-Medaille 2022 in Gold (beste U17-Nachwuchsspielerin)
- Preisträgerin der Fritz-Walter-Medaille 2024 in Bronze (drittbeste U19-Nachwuchsspielerin)